# المنطقة العسكرية الرابعة (اليمن)

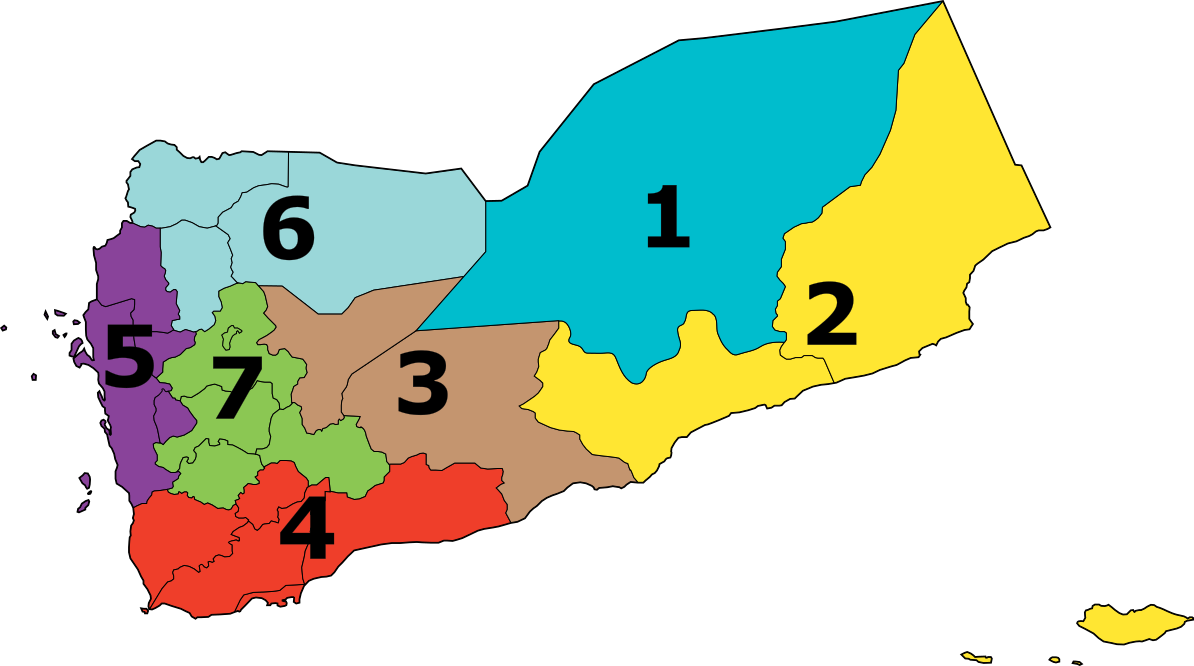
تقسيمات مسرح المناطق العسكرية اليمنية للجيش اليمني

المنطقة العسكرية الرابعة هي إحدى المناطق العسكرية اليمنية وتنتشر في محافظات محافظة عدن ومحافظة لحج ومحافظة الضالع ومحافظة أبين ومحافظة تعز، ويقع مركز قيادتها في مدينة عدن، وتتكون المنطقة من 24 قوة قتالية.

## القادة
| م | القائد                               | بداية          | نهاية         | ملاحظة     |
| - | ------------------------------------ | -------------- | ------------- | ---------- |
| 1 | اللواء الركن محمود أحمد سالم الصبيحي | 10 أبريل 2013  | 7 نوفمبر 2014 |            |
| 2 | اللواء علي ناصر هادي                 |                | 6 مايو 2015   | قتل في عدن |
| 3 | اللواء سيف صالح محسن الضالعي         | 6 مايو 2015    |               |            |
| 4 | اللواء أحمد سيف محسن اليافعي         | 6 يوليو 2015   | نوفمبر 2016   |            |
| 5 | اللواء الركن فضل حسن محمد            | 22 نوفمبر 2016 | حاليا         |            |

## القوة العسكرية
| م  | اللواء                 | مكان التمركز         | المحافظة      |
| -- | ---------------------- | -------------------- | ------------- |
| 1  | قيادة المنطقة          | التواهي              | محافظة عدن    |
| 2  | المحور العملياتي تعز   | تعز                  | محافظة تعز    |
| 3  | المحور العملياتي العند | العند                | محافظة لحج    |
| 4  | المحور العملياتي أبين  | أبين                 | محافظة أبين   |
| 5  | اللواء 17 مشاة         | باب المندب           | محافظة تعز    |
| 6  | اللواء 119 مشاة        | جعار                 | محافظة أبين   |
| 7  | اللواء 111 مشاة        | أحور                 | محافظة أبين   |
| 8  | اللواء 45 مشاة         | زنجبار               | محافظة أبين   |
| 9  | اللواء 115 مشاة        | شقرة                 | محافظة أبين   |
| 10 | اللواء 135 مشاة        | الراحة               | محافظة لحج    |
| 11 | اللواء 210 مشاة ميكا   | العند                | محافظة لحج    |
| 12 | اللواء 31 مدرع         | بير أحمد             | محافظة عدن    |
| 13 | اللواء 35 مدرع         | مفرق تعز             | محافظة تعز    |
| 14 | اللواء 39 مدرع         | خور مكسر (معسكر بدر) | محافظة عدن    |
| 15 | اللواء 33 مدرع         | الضالع               | محافظة الضالع |
| 16 | اللواء 22 مدرع         | تعز                  | محافظة تعز    |
| 17 | قاعدة التواهي البحرية  | التواهي              | محافظة عدن    |
| 18 | اللواء 90 طيران        | العند                | محافظة لحج    |
| 19 | اللواء 39 طيران        | العند                | محافظة لحج    |
| 20 | اللواء 120 دفاع جوي    | عدن                  | محافظة عدن    |
| 21 | اللواء 170 دفاع جوي    | تعز                  | محافظة تعز    |
| 22 | قاعدة تعز الجوية       | تعز                  | محافظة تعز    |
| 23 | قاعدة العند الجوية     | العند                | محافظة لحج    |
| 24 | اللواء 201 مشاة ميكا   | العند                | محافظة لحج    |